# Mosso (fotografia)

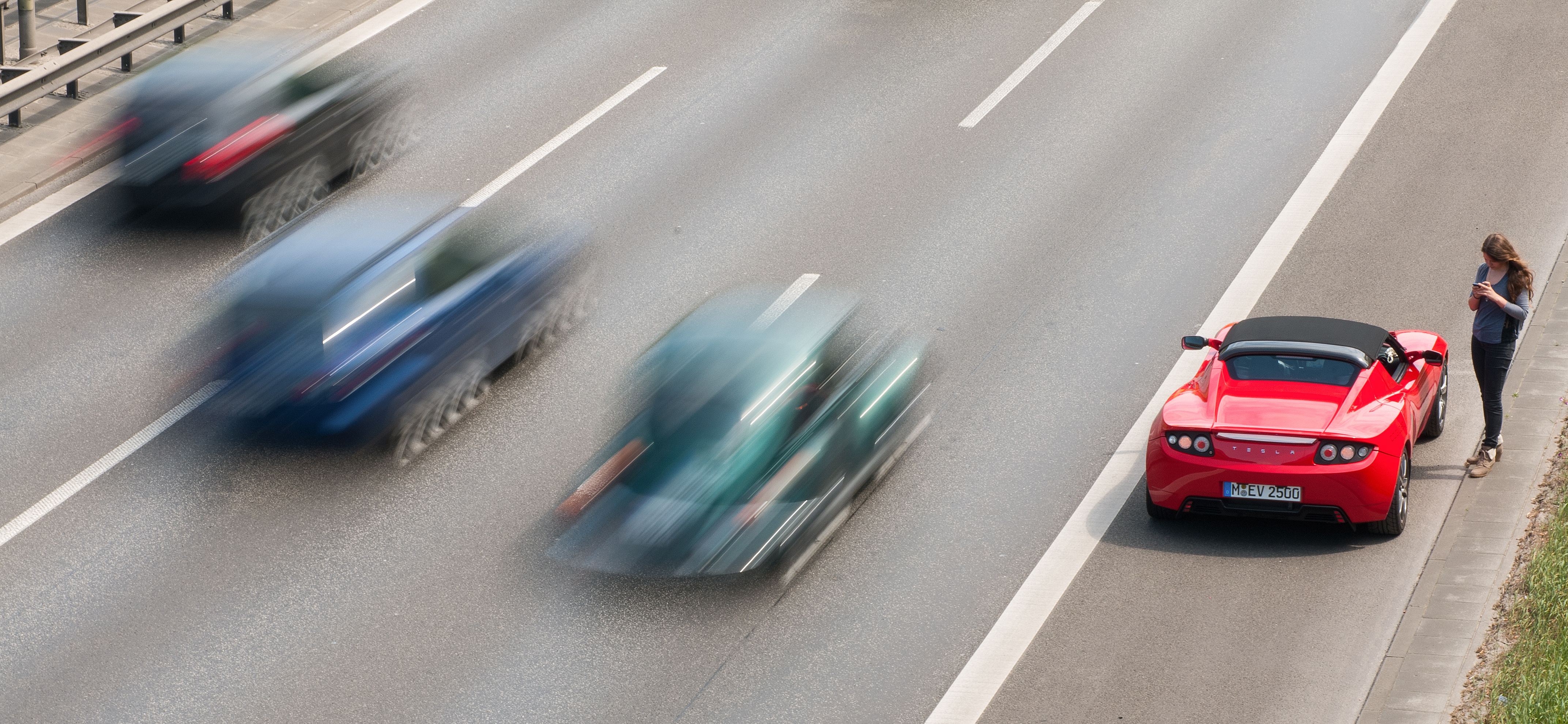
Mosso di alcuni soggetti, per un tempo troppo lento

In fotografia, il termine mosso indica un difetto di nitidezza registrato sull'immagine fotografica, dovuto o all'instabilità della fotocamera o al movimento troppo veloce del soggetto, rispetto al tempo di esposizione. 
Il soggetto si presenta con contorni sfuocati, similmente al effetto ghosting, quando il mosso è della fotocamera, oppure si presenta "esteso" e sfocato, lungo la direzione del suo movimento, quando il tempo è troppo lento. Nel primo caso, il mosso tende ad interessare tutta l'immagine, mentre nel secondo, solo una sua parte, a seconda della dinamicità degli oggetti/soggetti ripresi.

## Cause
Il mosso dipende sostanzialmente da due fattori: dal tempo impostato per l'esposizione e dalla rapidità con la quale gli oggetti inquadrati si spostano. La quantità di sfocatura del mosso è direttamente proporzionale alla velocità del soggetto e ai tempi di esposizione. 
A parità di velocità tra due soggetti in movimento, quello più vicino all'obiettivo (con velocità angolare maggiore) apparirà maggiormente mosso.
Una particolare categoria di mosso, il micromosso, deriva da lievi vibrazioni della fotocamera (come quelle provocate dal ribaltamento dello specchio in alcune fotocamere reflex) o delle mani del fotografo durante lo scatto, ovvero il mosso della fotocamera. Oltre a dipendere dal tempo di esposizione, il micromosso dipende in maniera importante anche dalla lunghezza focale dell'obiettivo: uno a lungo fuoco come un teleobiettivo, infatti, accentua ed esalta gli eventuali micro spostamenti della camera, i cui effetti possono essere, invece, parzialmente annullati da un'ottica corta come un grandangolo.

## Effetti

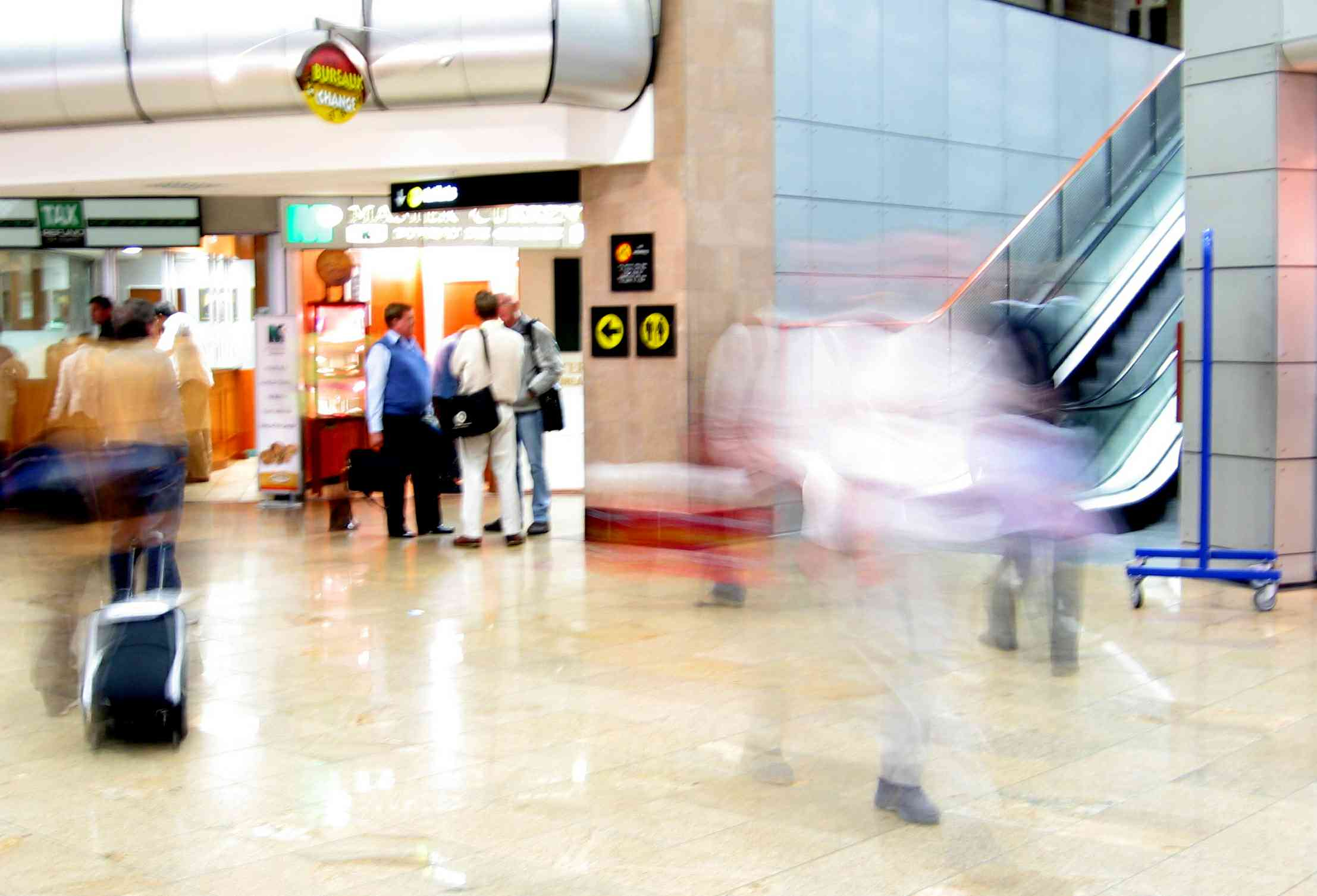
In questa immagine, alcuni soggetti sono in movimento e hanno lasciato la "scia". Il micromosso, inoltre, rende non nitidi anche gli oggetti fissi, come le pareti e i cartelli

L'effetto del mosso è simile a una sfocatura degli oggetti ripresi in movimento. Nel caso che questi soggetti siano in movimento relativamente rapido, possono addirittura apparire come "scie". Il micromosso è più difficile da distinguere rispetto a un vero e proprio errore di messa a fuoco. Gli inglesi usano un'unica parola, blur, per riferirsi allo sfocato e al mosso, identificando quest'ultimo con motion blur.

## Soluzioni
Per evitare l'effetto del mosso e del micromosso dati dalla fotocamera, è consigliabile l'utilizzo di un supporto stabile, come un treppiedi, che impedisca ogni vibrazione, oppure anche di un monopiede, se sufficiente. Il sollevamento preventivo dello specchio (nel caso delle reflex) e l'uso di uno scatto flessibile o di sistemi di scatto temporizzato (autoscatto o intervallometro), sono altre soluzioni usate in cooperazione allo stativo.
Per “congelare” la scena, quindi evitare l'effetto mosso e micromosso del soggetto, è necessario invece usare tempi veloci o relativamente veloci, in base alla velocità del soggetto e in proporzione al ingrandimento della focale usata: come già indicato, i teleobiettivi necessitano di tempi più rapidi, rispetto allo stesso soggetto ripreso ad esempio con un grandangolare. 
Stessa soluzione per le foto a mano libera, cercare di usare tempi tanto più brevi quanto più la scena muta con rapidità. Chiaramente ciò porterà a dover raggiungere un compromesso tra apertura del diaframma, tempo di esposizione e sensibilità ISO (di pellicola o sensore), che influenzerà sia la definizione finale dei dettagli, dati anche dalla grana della pellicola o dal rumore del sensore, che la profondità di campo e quindi la nitidezza del fuoco sul soggetto, oltre al tempo necessario per "congelare" il suo movimento. Spesso si usa una formula semplificata che indica l'inverso della focale, come tempo sufficiente nella ripresa, ma vale solo per le fotocamere di piccolo formato a fotogramma 24x36: indicativamente, con un'ottica di 200 mm è meglio restare su tempi maggiori di 1/200 secondo, come 1/250s (ad esempio).

### Tempo di sicurezza
Sempre per quanto concerne la ripresa a mano libera, una buona regola (anche se alquanto empirica) è quella di impostare un tempo di scatto pari all'incirca al "reciproco" della focale utilizzata, ovvero minore di "1/focale obiettivo", se per esempio utilizziamo un 105mm, il tempo di scatto di sicurezza è di circa 1/125 di secondo; con ottica da 300mm 1/320 e così via. Come si intuisce, maggiore è la focale, più breve dovrà essere il tempo di esposizione.

### Obiettivi stabilizzati
In questo tipo di obiettivi, la compensazione del movimento della mano del fotografo viene ottenuta grazie ad un sistema giroscopico che adatta il sistema ottico rispetto al piano dell'immagine. Questo tipo di tecnica è molto costosa e viene impiegata principalmente nei teleobiettivi. Con la tecnologia digitale è possibile che il sensore stesso abbia un sistema anti vibrazione, così è possibile utilizzare anche ottiche non stabilizzate ed evitare il mosso della fotocamera a mano libera (ma funziona anche su stativo, per quel che serve).

### Sensore stabilizzato
Sulle fotocamere digitali è stato introdotto da Minolta un sistema di stabilizzazione del sensore che lavora in modo analogo ad un obiettivo stabilizzato, ma in questo caso la compensazione è il risultato di piccoli movimenti del sensore che reagisce ai movimenti della mano. L'importante vantaggio di questa soluzione è di rendere stabili anche ottiche non progettate allo scopo, con un notevole risparmio economico.

## Mosso creativo e ricercato

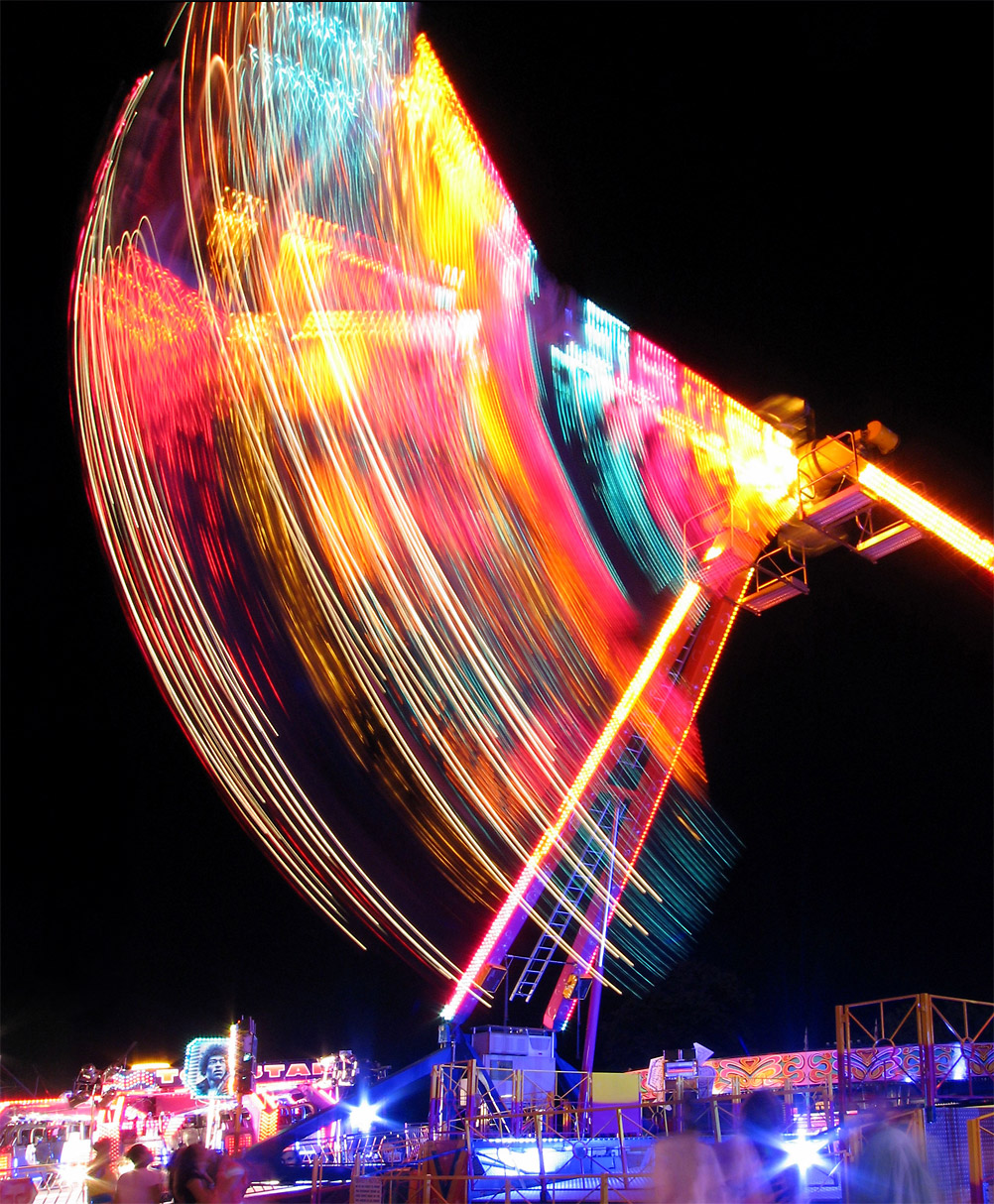
Un esempio di mosso ricercato a fini artistici

Nella fotografia d'azione o sportiva è spesso richiesto il mosso per enfatizzare la velocità di un soggetto (come lo scatto di un atleta). Per evitare la perdita di dettaglio del soggetto principale si utilizza il panning, una tecnica che consiste nel muovere la fotocamera cercando di seguire il percorso dell'elemento in movimento. Con una pratica sufficiente è possibile realizzare fotografie in cui il soggetto appare fermo mentre lo sfondo presenta l'effetto mosso.
Nella fotografia artistica si parla invece di mosso creativo, ove il fotografo abbia desiderato utilizzare l'effetto del mosso per raggiungere uno scopo estetico che si prefiggeva o per esprimersi anche tramite questo espediente.
Le prime fotografie rappresentanti il mosso creativo sono state pubblicate da Anton Giulio Bragaglia nel 1911.
Nella seconda metà del novecento i fotografi Paolo Monti e Giacomo Bucci hanno sperimentato il mosso creativo con la fotografia movimentista.